# أندريه دي ويت
أندريه دي ويت (31 ديسمبر 1944 - 25 أبريل 2021) أسقف روماني كاثوليكي، أصله من بلجيكا. شغل منصب أسقف روي باربوسا في باهيا في شمال شرق البرازيل من عام 1994 حتى التقاعد في عام 2020.

## حياة
ولد أندريه في عائلة تعمل بالزراعة في الريف المتطور بشكل مكثف إلى الجنوب من غينت. كان الطفل الثالث لأرماند وأجنيس دي ويت (ولدت أغنيس ديلبكي 1906-1983).
تابع دراسته للكهنوت استجابة لدعوة البابا بيوس الثاني عشر في الرسالة العامة، حيث درس في كلية أمريكا اللاتينية في لوفين حيث رُسم في 6 يوليو 1968. خلال السنوات القليلة التالية عمل كمهندس زراعي في لوفين. في عام 1973 شرع في فترة اعتكاف للكهنوت لمدة عامين في زويجندريخت.
في نهاية يناير 1976 غادر دي ويت إلى البرازيل، ووصل في 12 فبراير. لمدة 18 عامًا التالية عمل في أبرشية إنهامبوبي الريفية في أبرشية الروم الكاثوليك في ألاغونهاس التي تم تشكيلها حديثًا. خلال هذه الفترة شغل منصب النائب الأسقفي للسيرتاو، والمدير الروحي للإكليريكيين، ومنسق الأبرشية في المنطقة الريفية والنائب العام.
في 8 يونيو 1994 تم ترشيح أندريه دي ويت ليكون رابع أسقف لأبرشية روي باربوسا في 28 أغسطس، حيث تم تكريسه من قبل رئيس أساقفة ساو سلفادور دا باهيا، الكاردينال لوكاس موريرا نيفيس. وكان رؤساء الأساقفة الرئيسيون هم الأساقفة خايمي موتا دي فارياس، ومن بلجيكا آرثر لويسترمان. شرع الأسقف دي ويت في مهمته الأسقفية في 18 سبتمبر 1994، متخذًا شعاره الأسقفي «كريستو سمبر» (دائمًا مع المسيح).
في عام 2000 أصبح روي باربوسا وغينت أبرشيات شقيقة.
في عام 2015 تم انتخاب أندريه نائبًا لرئيس لجنة الدولة للأساقفة البرازيليين.
توفي أندريه دي ويت في 25 أبريل 2021 في مستشفى سلفادور في باهيا. كان عمره 76 عامًا.